# Ceanothus martinii
Ceanothus martinii är en brakvedsväxtart som beskrevs av Marcus Eugene Jones. Ceanothus martinii ingår i släktet Ceanothus och familjen brakvedsväxter. Inga underarter finns listade i Catalogue of Life.

## Bildgalleri

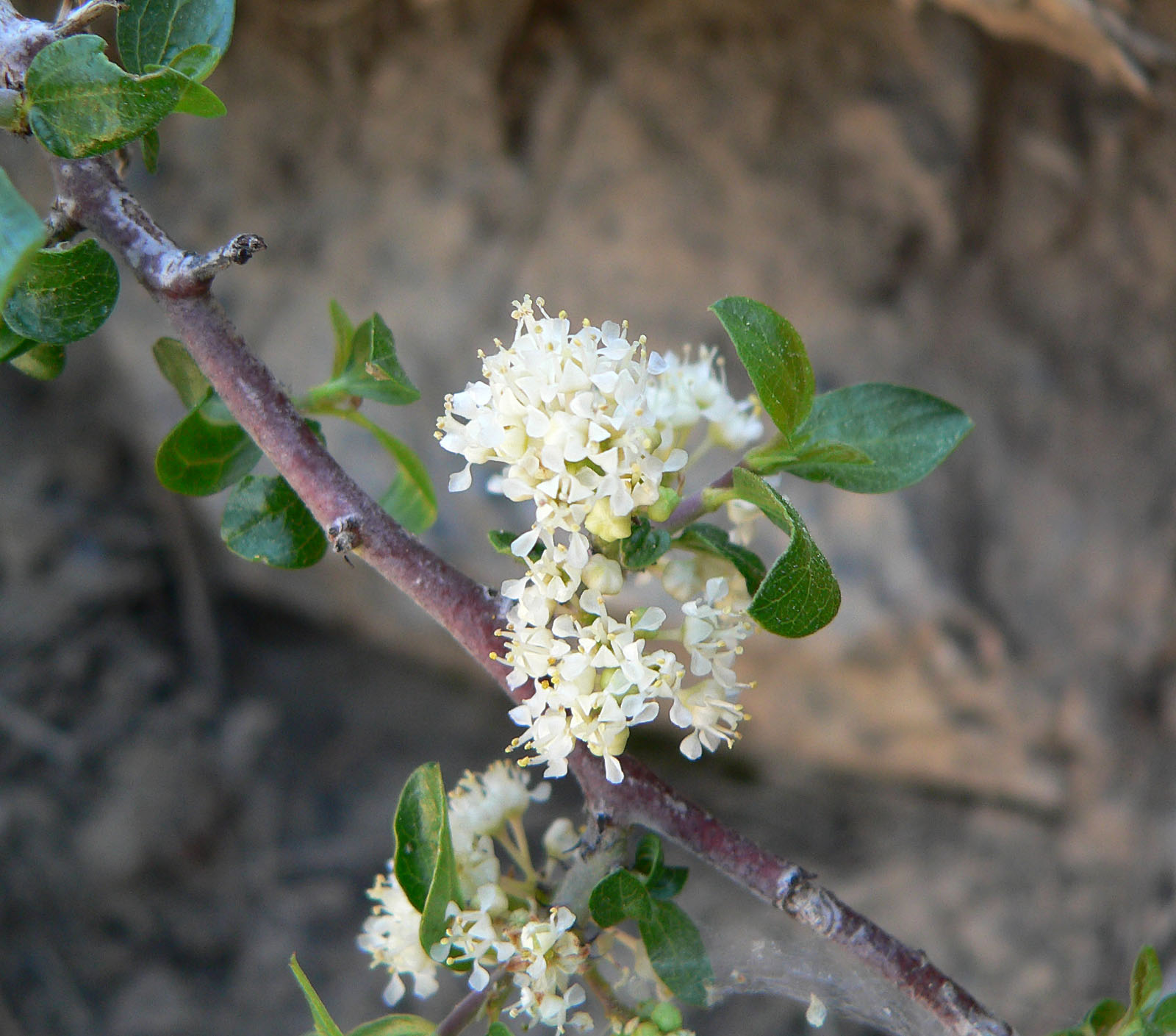
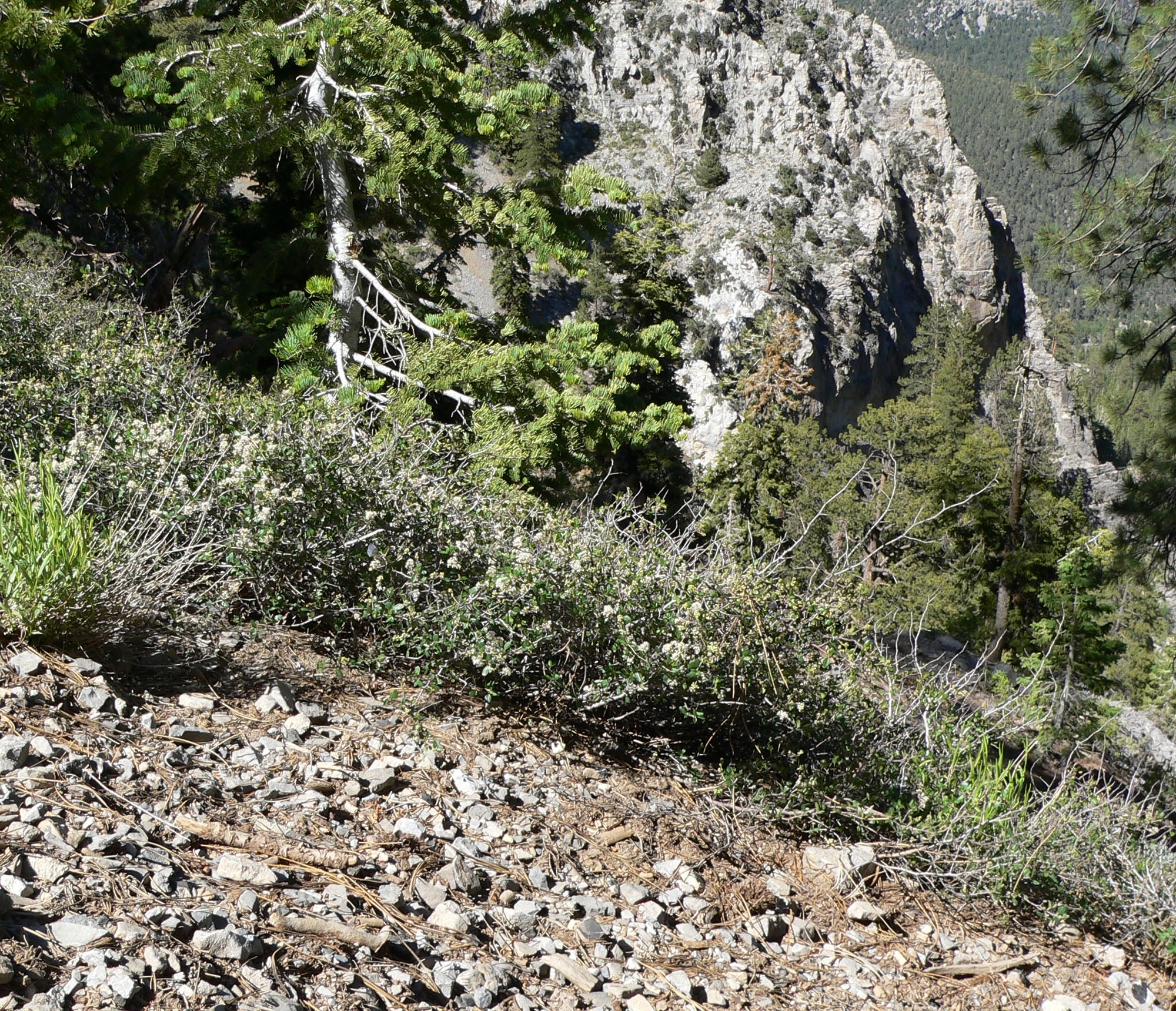
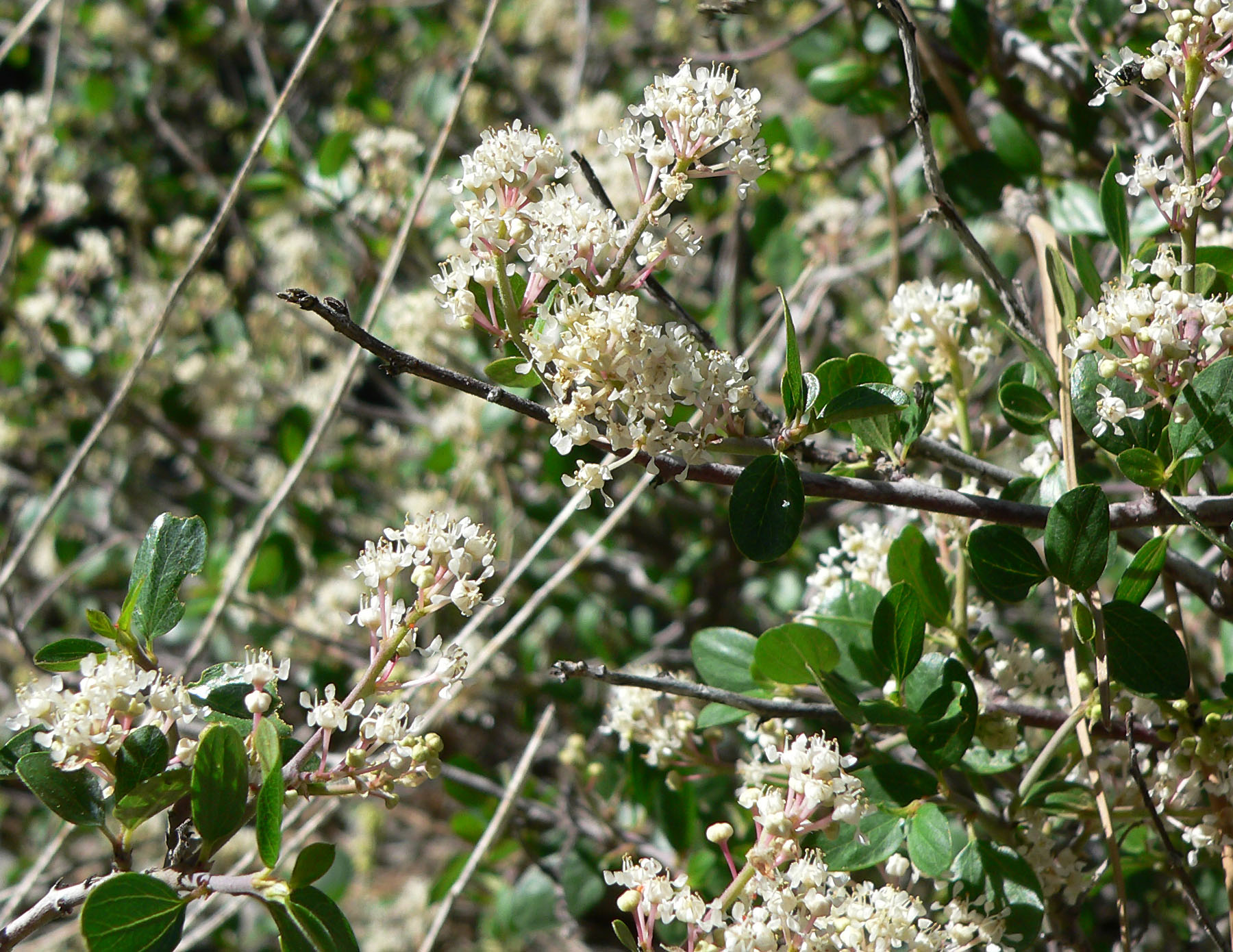
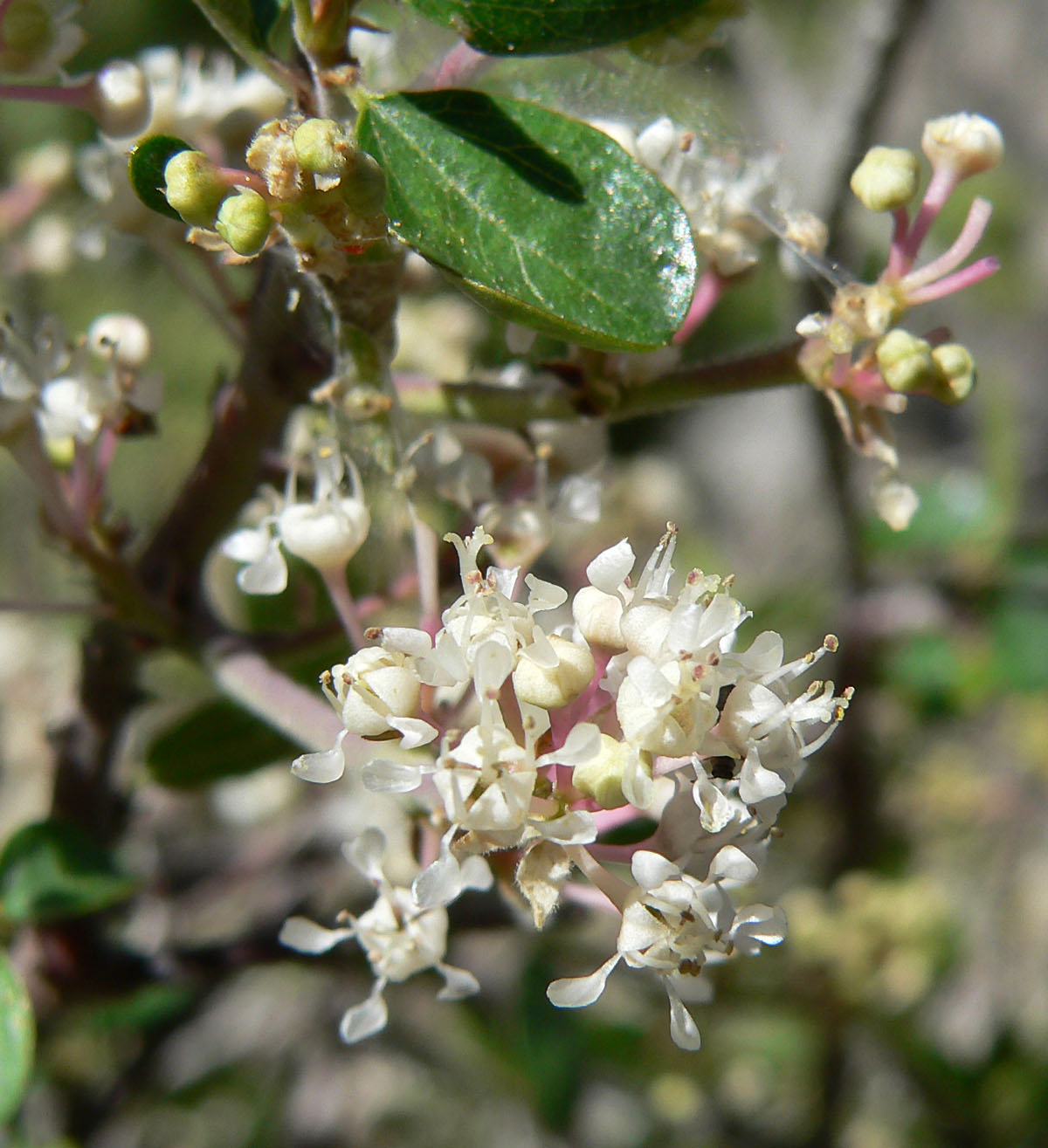